# Římský cenzor
Censor byl úředník ve starověkém Římě, jehož úkolem bylo provádět na základě sčítání lidu majetkové odhady občanů a jejich následné rozdělení do pěti majetkových tříd. Měl tak na starost dohled nad určitými aspekty státních financí.

## Historie
Právo a povinnost zjistit počet občanů a vyměřit jim podle jejich majetku práva a povinnosti příslušelo v Římě nejvyššímu úředníkovi, tedy za doby královské teoreticky králi, za republiky konzulům. Avšak protože byli konzulové velmi zaměstnáni vojenskými povinnostmi a jelikož zmíněný úkol vyžadoval poměrně značný čas, nebylo v jejich možnostech jej každoročně vykonávat. Proto byla roku 443 př. n. l. tato funkce oddělena od konzulského úřadu a svěřena dvěma zvláštním úředníkům zvaným censoři.
Je možné, že vyloučení této funkce z úřední činnosti konzulů způsobily též politické motivy. Censura byla totiž velmi důležitý a mocný úřad a byla pokládána fakticky za korunu republikánské úřední kariéry, ačkoli v oficiální titulatuře se uvádí až na třetím místě. Bylo zvykem ucházet se o tento úřad po odbytém konzulátu. Censoři měli tytéž odznaky jako vyšší úředníci. Jen liktoři je neprovázeli, neboť s censorským úřadem nebyl spojen výkon vojenské ani právní moci. Censorům příslušela veškerá práva vyšších úředníků kromě práva svolávat do shromáždění národ a senát (ius cum populo, popřípadě cum plebe agendi a ius senatum consulendi). V úřadě panovala velmi přísná kolegialita, což lze vysvětlit jeho velkou mocí a prakticky žádnou zodpovědností. Pokud měl censorský výkon nabýt platnosti, bylo zapotřebí souhlasu obou censorů. Pokud jeden z censorů zemřel či jinak odešel z úřadu, musel se ho vzdát i jeho kolega. Nebylo dovoleno volit za odstoupivšího censora náhradníka. Censoři byli jako všichni vyšší úředníci voleni v centuriátních komiciích za předsednictví konzula nebo úředníka s konzulskou mocí.
Zpočátku, až do roku 351 př. n. l., byl tento úřad přístupný pouze patriciům. V tomto roce byl za censora zvolen první plebej, avšak lustrum ještě dlouhou dobu poté vykonával jen patricijský censor. Od roku 339 př. n. l. musel být alespoň jeden z censorů plebej (lex Publilia). Opětovné zastávání censury bylo od roku 265 př. n. l. zakázáno. Censura nebyla stálým úřadem, nýbrž pravidelně obměňovaným po době jedné censovní periody (lustrum), jež byla původně čtyřletá (quinto quoque anno), v pozdější praxi se však protáhla na pět let. Původně asi s dokončením censu končila také úřední činnost censorů. Starověké zprávy o pětiletém trvání tohoto úřadu, které nacházíme u Livia a jiných, nejsou hodnověrné, neboť odporují celé ideji republikánského zřízení a vznikly asi tím, že pětiletá platnost censorských výkonů byla omylem smíšena s úřední činností censorů. Od roku 320 př. n. l. byla úřední činnost censorů stanovena na 18 měsíců (lex Aemilia). Censoři nastupovali na úřad hned po svém zvolení počátkem jara (v dubnu), lustrum spadalo obyčejně do května následujícího roku.
Diktátor Sulla censuru fakticky odstranil, ale roku 70 př. n. l. byla opět zavedena. Augustus zpočátku spojoval odhad s konzulským úřadem, jak znělo prvotní ustanovení, ale v roce 28 př. n. l. tento úřad opět obnovil a vykonal census zároveň s Agrippou. Později se vyskytuje zřídka. Poslední census se konal roku 74 n. l. za Vespasiana a Tita. Císař Domitianus byl zván Censor perpetuus (stálý censor). Po té době úřad censorský mizí a funkce jeho byly absorbovány císařskou mocí.

## Funkce censora
Funkce censorů lze rozdělit následovně:
1. Hlavní činností Censorů byl odhad (census populi), přehlídka to veškerého občanstva dle stavů a rozdělení politického jakožto základ pro vykonávání politických práv občanů a povinnosti vzhledem k daním a službě vojenské. Censoři svolali nejprve veškeré občanstvo na pole Martovo, kdež měli své úřední místnosti, a oznámili mu ve formě ediktu zásady, jimiž se budou při odhadu říditi (formula census, lex censui censendo dicta). K censu musili se dostaviti všichni římští občané bez rozdílu stáří, stavu a rodu; osvobozeny byly jen osoby jsoucí v moci otcovské (paní a dítky), jež přihlasoval otec, dále vdovy a sirotci (orbi orbaeque), kteréž přihlasoval poručník; z poloobčanů (cives sine su. agio) pak byli censu podrobeni ti, kdož mají majetek v Římě dani podrobený. Kdo se k censu nedostavil bez vážné příčiny, propadl prvotně statkem i životem. Později byl majetek takového občana bez jeho přispění a k jeho škodě odhadnut. Odhad sám dál se podlé tribuí. Každý občan musil napřed učiniti přísežný slib, že bude vypovídati dle pravdy. Potom udal jméno své, stáří, domov, jméno otce nebo, byl-li propuštěnec, patrona, jméno tribue, do které patřil, poměry rodinné, počet let vojenských. Nejdůležitější bylo udání majetku dani podrobeného. Prvotně platila se daň (tributum) z majetku nemovitého (ale jen italského, majetek v provinciích byl z censu vyloučen); z movitého padal na váhu jen počet otrokův a množství tažného dobytka; později rozšířil se census na veškeren majetek movitý i nemovitý. Tak řečení aerarii (v. t.) musili i prvotně platiti daň z veškerého majetku. Cenu majetku v určité sumě udává občan sám, avšak definitivní rozhodnutí přísluší Censorům, jimž při výkonu tom pomocni jsou náčelníci jednotlivých tribuí (curatores tribuum) a přísežní znalci (iuratores), kteří tvoří radu Censorů. Dle výše jmění ustanovila se pak percentuální daň. Zdali dluhy při tom se odpočítaly, není jisto. Jest ovšem přirozeno, že při stanovení daně přihlíželo se také k poměrům majetkovým v době předešlého odhadu, kteréž položeny byly za základ při novém vyměření daně. K výkonům těmto pojilo se zkoumání dosavadního způsobu života každého občana. Byla-li shledána na něm nějaká nečestnost, přičinili Censoři k jeho jménu hanlivou poznámku s udáním důvodů (nota, subscriptio censoria), kteráž měla za následek rozličné tresty. Toto právo, dohlížeti na veřejnou mravopočestnost (regimen morum), dodávalo úřadu censorskému veliké moci. Tresty censorské byly:
- vyloučení ze senátu (senatu movere)
- vyloučení ze stavu rytířského (equum adimere)
- vyloučení z tribue vůbec (tribu movere)
- vřadění mezi aerarii.

Později, když místo daně pouze pozemkové nastoupila daň z veškerého majetku u všech občanů, záležel trest v tom, že občan byl přesazen z váženější tribue venkovské do některé ze čtyř tribuí městských, kteréž platily za nižší. Potom ovšem ona protiva mezi příslušníky tribuí (tribules) a aerarii mizí. K této funkci Censorů pojila se
2. Přehlídka jezdců (recognitio equitum). Přehlídka jezdců konala se na foru. Všichni jezdci, mající státní koně, ubírají se, každý vedouce svého koně, před Censory, jak dle seznamu jsou vyvoláváni. Ty, kteří léta služebná si odbyli a dále sloužiti nechtějí, zprošťují Censoři služby. Při ostatních, shledají-li život jezdce bezúhonným a koně jeho v pořádku, ponechávají jej dále mezi jezdci. V případě opačném vyloučí jej ze seznamu jezdcův a místa uprázdněná obsadí členy novými. Od Augusta počínajíc spojena byla přehlídka jezdců se slavnostním průvodem (pompa), kterýž každoročně 15. července byl konán. Za doby císařské přešlo právo nově obsazovati uprázdněná místa na císaře, kterýž pro zkoumání příslušné kvqualifikace ustanovil zvláštního úředníka hodnosti rytířské (a censibus equitum Romanorum). Na seznamech censem zjednaných zakládají se ještě seznamy pro jiné výkony potřebné a sice:
a) listiny o vybírání daní,
b) listiny odvodní.
3. Volba senátu (lectio senatus), vlastně revise dosavadních jeho členů. Funkce tato, kterouž Censoři obyčejně nejprve vykonali, připadla jim teprve zákonem Oviniovým (lex Ovinia) okolo r. 312 př. n. l. Za základ vzat byl seznam předešlý, ku kterémuž připojena byla jména těch, kteří od poslední volby na základě zastávání úřadu hlasovací právo v senátě obdrželi. Nehodné členy vyloučí Censoři ze seznamu toho a místa uprázdněná nově obsadí. Nový seznam předčítá se národu a nabývá hned platnosti. Co se týká doby císařské, viz Adlectio.
4. Se sčítáním a přehledem občanstva a jeho poplatní síly souvisela ještě jiná činnost Censorů, totiž spořádání příjmů státních a vydání. Příjmy státní (vectigalia), hlavně výnos státních pozemků (ager publicus), byly pronajímány od Censorů nájemcům, řečeným publicani. (Viz Aerarium.) Vydání státní (ultro tributa), mezi kteréž pojaty jsou hlavně výdaje na nové stavby, na udržování staveb starých, např. chrámů, silnic, vodovodů a j., pronajímají [Censor]-ři také podnikatelům a sice těm, kteří je převezmou za sumu nejmenší. Spory při nájmech těchto vzniklé rozsuzují [Censor]-ři buď sami nebo pomocí porotců. Za doby císařské připadla tato část pravomoci censorské tak řečeným curatores operum publicorum, aquarum, viarum, alvei Tiberis.
Celý akt činnosti censorní zakončen byl slavnostní obětí smírnou a očistnou (lustrum), kterouž přináší Martovi jeden z Censorů za národ na pole Martovo svolaný a dle centurií seřaděný. Bez tohoto náboženského obřadu neměl, jak se zdá, census právní platnosti. V širším významu značí lustrum dobu, kteráž od jedné takové oběti k druhé uplynula. tj. pětiletí. Na znamení ukončeného lustra zarazí hřeb do stěny chrámu (od II. stol. př. n. l. do chrámu) Marta Mstitele. Listiny nové uložily se ve státní pokladně. Census, který původně omezen byl na město Řím, stal se municipálním zákonem Caesarovým r. 45 př. n. l. institucí italskou. Zákonem tím bylo ustanoveno, aby ve všech municipiích italských současně s censem v Římě odhad byl předsevzat dle stejných zásad, v 60 dnech aby byl dokončen a listiny veškeré zaslány do Říma 60 dní před dokončením censu v Římě. Tento census municipální udržel se déle než census veškerého občanstva v Římě. Co se provincií týká, příslušelo právo vykonávati odhad za doby císařské císaři, kterýž ustanovuje k tomu účelu zvláštní odhadní kommisaře. Někdy svěřena byla funkce ta také členům císařského domu např. Germanikovi v Gallii.